# Kerlouan
Kerlouan (en bretó Kerlouan) és un municipi francès, situat a la regió de Bretanya, al departament de Finisterre. L'any 2006 tenia 2.257 habitants. El consell municipal ha aprovat la carta Ya d'ar brezhoneg.

## Demografia
| 1962                                       | 1968  | 1975  | 1982  | 1990  | 1999  |
| ------------------------------------------ | ----- | ----- | ----- | ----- | ----- |
| 2.717                                      | 2.693 | 2.656 | 2.572 | 2.406 | 2.238 |
| Des de 1962: població sense dobles comptes |       |       |       |       |       |

## Administració
| Període | Identitat        | Partit |
| ------- | ---------------- | ------ |
| 2001-   | Charlotte Abiven |        |